# 隠善智也
隠善 智也（いんぜん ともや、1984年6月5日 - ）は、広島県東広島市出身の元プロ野球選手（外野手）、指導者。2025年から読売ジャイアンツ女子チームのコーチを務める。
2007年に育成選手として巨人へ入団し、2008年から2015年の現役引退まで支配下登録選手として同球団でプレー。現役時代の愛称は「インリン」だった。

## 来歴・人物

### プロ入り前
東広島市立志和堀小学校3年の時、小・中学校の先輩にあたる礒部公一の父が監督を務めるチームでソフトボールを始める。
東広島市立志和中学校では投手兼外野手で3番を打った。広島国際学院高等学校時代は3番一塁手・外野手で控え投手も務め、左投げながら3年の春季大会準決勝ではショートを守ったこともある。2年夏の県大会ベスト8、2年秋季県大会ベスト4、3年春季県大会ベスト4、3年夏は県大会ベスト8。
広島国際学院大学への進学後は、大学通算で13本塁打を放つなど広島六大学リーグ屈指の好打者として注目された。リーグ戦では、ベストナインに4回選ばれるとともに、3年生の春季にMVPを獲得。その一方で、チームに投手が不足していたことから、投手も兼ねていた。
2006年の育成ドラフト4巡目で読売ジャイアンツ（巨人）から指名を受けて入団。12月14日に東京都内のホテルで行われた入団会見では、「名前が珍しいので、早くアピールできればと思っています。憧れは高橋由伸選手」とコメント。広島国際学院大学出身のプロ野球選手は、山口和男（前身の広島電機大学から三菱自動車岡崎を経てオリックスブルーウェーブへ入団）に次いで2人目であった。

### プロ入り後
2007年には、シーズン後半のイースタン・リーグ公式戦で活躍。巧打や好守を披露し、打率.284を記録した。二軍の同リーグ優勝で迎えたファーム日本選手権では、出場機会こそなかったものの、育成選手から鈴木誠と共にベンチ登録を果たした。
2008年には、オープン戦や教育リーグでの活躍を経て、3月21日に支配下選手登録へ移行。背番号も99に変更した。3月30日の対東京ヤクルトスワローズ戦（神宮球場）9回表に代打で一軍デビューを果たすと、左中間を破る二塁打で一軍初安打も記録した。さらに、5月11日の対中日ドラゴンズ戦（東京ドーム）で一軍初のスタメンに起用されると、3安打3打点でチームの大勝に貢献した。なお、この年から、シーズン終了後には高橋の自主トレーニングに参加している。
2009年には、背番号を69に変更し、一軍公式戦3試合に出場。しかし2010年は一軍公式戦への出場機会がなかった。
2011年には、イースタン・リーグの打率部門で、首位と5厘差の3割2分5厘という好成績を残した。7月に自身2年振りの一軍昇格を果たすと、シーズン終了後の11月に元・タレントの麻由と結婚した。
2012年は、打率3割2分7厘でイースタン・リーグの首位打者を獲得。一軍公式戦には22試合に出場したが、2安打、1打点、打率0割9分5厘という成績にとどまった。
2013年には、高橋の左足負傷を受けて、公式戦開幕直後の4月5日にシーズン初の出場選手登録。しかし、一軍公式戦1試合（代打で1打席）に出場しただけで、同月8日の登録抹消後は二軍生活に終始した。
2014年には、フレデリク・セペダが右肘の違和感を訴えたことを受けて、セベダに代わって8月22日に急遽シーズン初の出場選手登録。当日の対中日戦（東京ドーム）にスタメンで2安打を放ったことを皮切りに、一軍公式戦11試合の出場で打率.321を記録した。
2015年には、8月30日の対中日戦（東京ドーム）3回裏二死満塁からの代打でシーズン初打席を迎えると、若松駿太からの内野安打で2打点を記録した。しかし、9月2日の対ヤクルト戦（石川県立野球場）での出塁中に左肩を負傷。後に亜脱臼が判明したため、戦線離脱を余儀なくされた。一軍公式戦には3試合の出場ながら、通算2打席で2打数2安打（打率1.000）2打点を記録。一軍のセントラル・リーグ優勝で迎えたクライマックスシリーズ中にも、バックアップメンバーとして練習を続けていた。しかし、シリーズ終了後の10月18日に球団から戦力外通告を受けたことを機に、現役引退を表明した。隠善によれば、通告当初は他球団での現役続行を望んでいたものの、妻や2歳（当時）の長女との生活を考えたうえで引退を決断したという。11月5日付で、NPBから任意引退選手として公示。

### 現役引退後
巨人から戦力外通告の際に球団職員への転身を打診されたことから、2016年1月1日付で球団広報に就任した。2019年からファームディレクター補佐を務め、2020年8月1日付けで医療コンディショニング室長補佐に就任した。2021年は二軍マネージャー、2022年は広報部へと異動している。
2024年12月24日、2025年から読売ジャイアンツ女子チームのコーチを務めることが発表された (背番号は99)。

## 詳細情報

### 年度別打撃成績
| 年 度    | 球 団    | 試 合 | 打 席 | 打 数 | 得 点 | 安 打 | 二 塁 打 | 三 塁 打 | 本 塁 打 | 塁 打 | 打 点 | 盗 塁 | 盗 塁 死 | 犠 打 | 犠 飛 | 四 球 | 敬 遠 | 死 球 | 三 振 | 併 殺 打 | 打 率 | 出 塁 率 | 長 打 率 | O P S |
| -------- | -------- | ----- | ----- | ----- | ----- | ----- | -------- | -------- | -------- | ----- | ----- | ----- | -------- | ----- | ----- | ----- | ----- | ----- | ----- | -------- | ----- | -------- | -------- | ----- |
| 2008     | 巨人     | 36    | 63    | 62    | 4     | 18    | 2        | 0        | 0        | 20    | 4     | 2     | 1        | 0     | 0     | 1     | 0     | 0     | 19    | 1        | .290  | .302     | .323     | .624  |
| 2009     | 巨人     | 3     | 2     | 2     | 0     | 0     | 0        | 0        | 0        | 0     | 0     | 0     | 0        | 0     | 0     | 0     | 0     | 0     | 1     | 0        | .000  | .000     | .000     | .000  |
| 2011     | 巨人     | 3     | 1     | 1     | 0     | 0     | 0        | 0        | 0        | 0     | 0     | 0     | 0        | 0     | 0     | 0     | 0     | 0     | 1     | 0        | .000  | .000     | .000     | .000  |
| 2012     | 巨人     | 22    | 25    | 21    | 0     | 2     | 0        | 0        | 0        | 2     | 1     | 0     | 0        | 0     | 0     | 4     | 0     | 0     | 4     | 0        | .095  | .240     | .095     | .335  |
| 2013     | 巨人     | 1     | 1     | 1     | 0     | 0     | 0        | 0        | 0        | 0     | 0     | 0     | 0        | 0     | 0     | 0     | 0     | 0     | 0     | 0        | .000  | .000     | .000     | .000  |
| 2014     | 巨人     | 11    | 29    | 28    | 1     | 9     | 0        | 0        | 0        | 9     | 0     | 1     | 0        | 1     | 0     | 0     | 0     | 0     | 5     | 2        | .321  | .321     | .321     | .643  |
| 2015     | 巨人     | 3     | 2     | 2     | 0     | 2     | 0        | 0        | 0        | 2     | 2     | 0     | 0        | 0     | 0     | 0     | 0     | 0     | 0     | 0        | 1.000 | 1.000    | 1.000    | 2.000 |
| NPB：7年 | NPB：7年 | 79    | 123   | 117   | 5     | 31    | 2        | 0        | 0        | 33    | 7     | 3     | 1        | 1     | 0     | 5     | 0     | 0     | 30    | 3        | .265  | .295     | .282     | .577  |

### 年度別守備成績
| 年 度 | 一塁  | 一塁  | 一塁  | 一塁  | 一塁  | 一塁     | 外野  | 外野  | 外野  | 外野  | 外野  | 外野     |
| 年 度 | 試 合 | 刺 殺 | 補 殺 | 失 策 | 併 殺 | 守 備 率 | 試 合 | 刺 殺 | 補 殺 | 失 策 | 併 殺 | 守 備 率 |
| ----- | ----- | ----- | ----- | ----- | ----- | -------- | ----- | ----- | ----- | ----- | ----- | -------- |
| 2008  | 1     | 4     | 0     | 0     | 0     | 1.000    | 26    | 19    | 0     | 1     | 0     | .950     |
| 2009  | -     | -     | -     | -     | -     | -        | 1     | 0     | 0     | 0     | 0     | .000     |
| 2011  | -     | -     | -     | -     | -     | -        | 1     | 0     | 0     | 0     | 0     | .000     |
| 2012  | 1     | 2     | 0     | 0     | 1     | 1.000    | 11    | 5     | 0     | 0     | 0     | 1.000    |
| 2014  | -     | -     | -     | -     | -     | -        | 10    | 12    | 0     | 1     | 0     | .923     |
| 2015  | -     | -     | -     | -     | -     | -        | 1     | 0     | 0     | 0     | 0     | .000     |
| 通算  | 2     | 6     | 0     | 0     | 1     | 1.000    | 50    | 36    | 0     | 2     | 0     | .960     |

### 記録
- 初出場：2008年3月30日、対東京ヤクルトスワローズ3回戦（明治神宮野球場）、9回表に越智大祐の代打で出場
- 初打席・初安打：同上、9回表に鎌田祐哉から左中間二塁打
- 初打点：2008年5月8日、対阪神タイガース9回戦（東京ドーム）、3回裏に栂野雅史の代打で出場、ライアン・ボーグルソンから左翼線へ同点適時二塁打
- 初先発出場：2008年5月11日、対中日ドラゴンズ9回戦（東京ドーム）、7番・右翼手で先発出場
- 初盗塁：同上、5回裏に二盗（投手：中田賢一、捕手：谷繁元信）

### 背番号
- 107（2007年 - 2008年3月20日）
- 99（2008年3月21日 - 同年終了、2025年 - ）
- 69（2009年 - 2011年）
- 52（2012年 - 2015年）